# Maria-Hilf-Kapelle (Werbach)

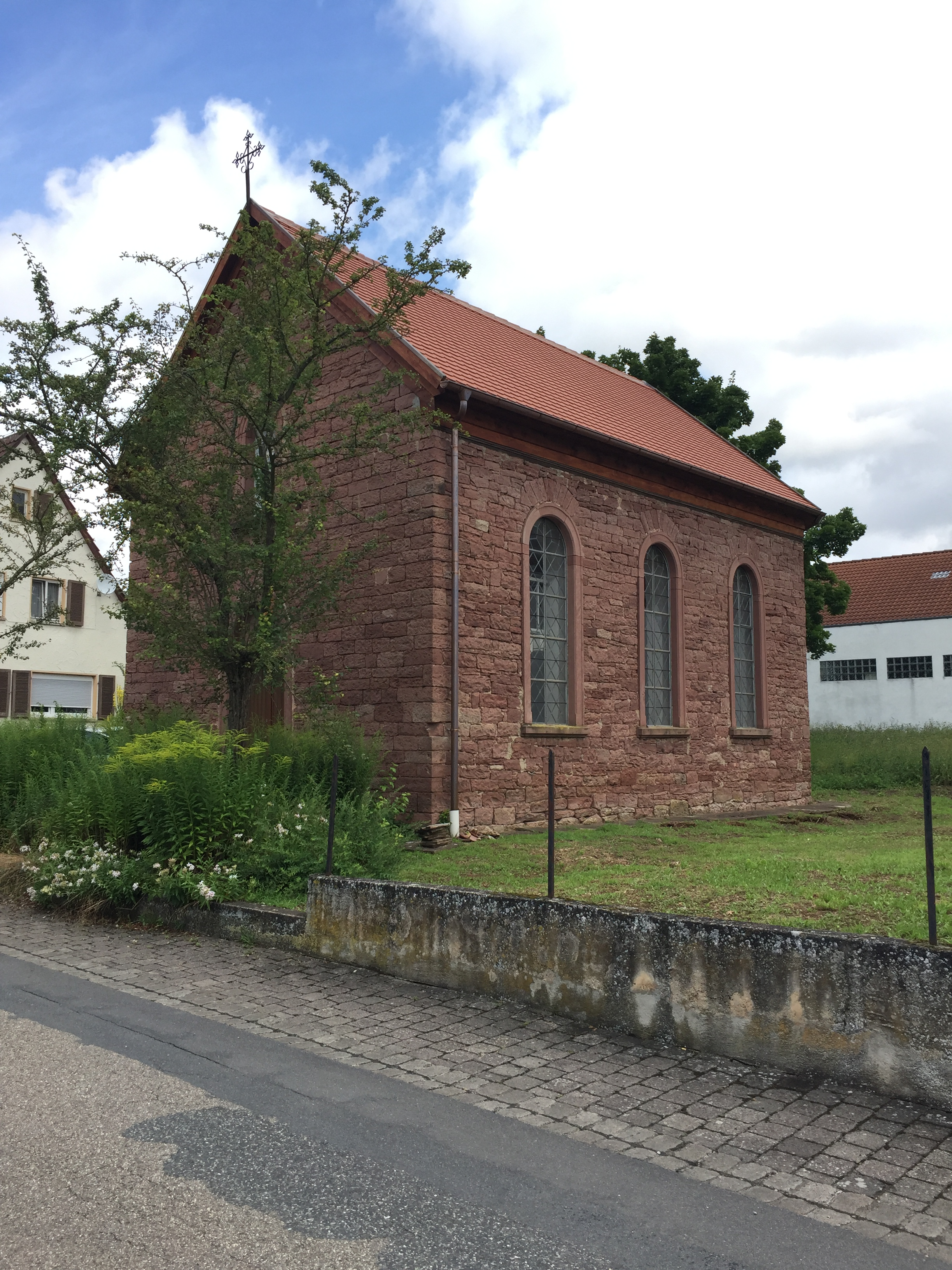
Blick von dem Grabenweg auf die Maria-Hilf-Kapelle/St.Marien Kapelle

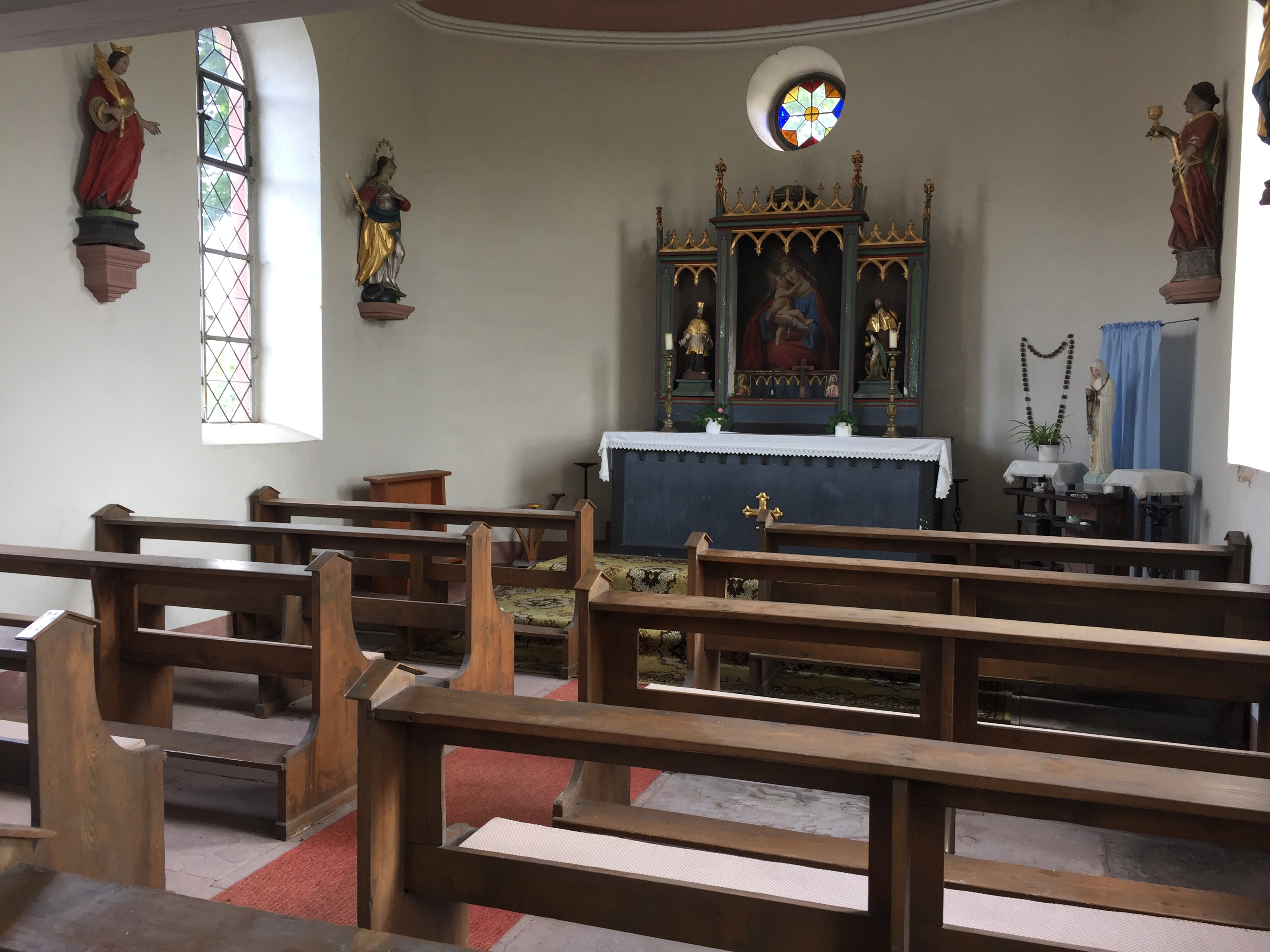
Blick in den Innenraum

Die römisch-katholische Maria-Hilf-Kapelle (auch: St.-Marien-Kapelle) in Werbach im Main-Tauber-Kreis wurde im Jahr 1883 erbaut. Sie ist der Heiligen Maria in ihrer Funktion als Helferin geweiht.

## Geschichte
Die Kapelle, die unter dem Namen Maria-Hilf-Kapelle sowie dem Namen St. Marien Kapelle bekannt ist, ließen Franziska Ries sowie eine weitere ledige Dame aus der Familie Ries im Jahre 1883 erbauen. 1885 wurde die Kapelle der zwei Damen an die Kirche gestiftet und ist demzufolge heute Eigentum der Kirche.
Anfang der 50er Jahre wurde die Kapelle von evangelischen Christen als Kirche genutzt. Bei der Renovierung der Kirche im Jahr 1957 wurden vier Figuren vom Dachboden der Kirche St. Martin in Werbach geholt, von Karl Kempf neu gefasst und dann in der Kapelle aufgestellt.
Der Dachstuhl der Kapelle wurde 2016 für rund 65000 Euro komplett erneuert.
Die Maria-Hilf-Kapelle gehört heute zur Seelsorgeeinheit Werbach-Großrinderfeld, die dem Dekanat Tauberbischofsheim  des Erzbistums Freiburg zugeordnet ist. Derzeit nutzen überwiegend Frauen die Kapelle für ihr Rosenkranzgebet.

## Kapellenbau und Ausstattung
Die Maria-Hilf-Kapelle wurde an der Kreuzung des Kapellenwegs und dem Grabenweg in Werbach aus rotem Sandstein errichtet und liegt neben dem Anwesen einer Schreinerei. Die Kapelle hatte ursprünglich noch einen kleinen Turm mit einer Glocke. Diese wurde allerdings im Laufe der Zeit entwendet.
Die Kapelle ist 45 m² groß. Über dem Eingang ist eine Marienstatue und die Inschrift „Ave Maria“.
Der Altar sowie auch die elf Bänke sind im Original erhalten. Darüber hinaus gibt es eine Empore.

## Denkmalschutz
Die Kapelle befindet sich am Grabenweg 6 und steht unter Denkmalschutz. Es handelt sich um eine schlichte Kapelle mit halbrundem Abschluss; 1883 bezeichnet.